# Източнославянски езици
Източнославянските езици са потомци на староруския, един от ранните славянски езици, който е наследник на предполагаемия праславянски език.

## Обща характеристика
Когато започва да се използва като писмен език, руският много прилича на другите славянските езици. По онова време започват, но не са силно развити, процесите на определение на фонетичните особености: носовките доста рано преминават: ą в у, а ę в 'а (я), но еровете са устойчиви, а ять, макар че загубва през староруския период (14 — 15 век) своето отделно, дифтонгично (и-е) звучене, се пише дори до реформата в правописа след Октомврийската революция (1917). По-късна промяна, за която източнославянските езици често са наричани „мелодични“, е добиване, в по-голяма степен в руски отколкото в украински и беларуски, на мекост на съгласните пред предните гласни в езика. В източнославянските езици виждаме също и „пълногласие“: преминаване *ор*, *ол*, *е_л*, *е_р* („е_“ тук се бележи старото ять) в *оро* („корова“; ср. крава), *оло* и *еле* („молоко“, ср. „мляко“/„млечен“), и *ере* („берег“; ср. „бряг“/„брега“).
Морфологични и синтактични особености сближават източнославянските езици със западнославянските; най-важната особеност е по-ранната от южнославянските езици загуба на сложната система на миналите времена. Също така източнославянският (особено руският) синтаксис има тенденция към описателни конструкции. Падежната флексия е напълно жива и съвпадения в падежите са редки.

## Исторически развой
До 15 век руският е една цялост; макар да съществува диалектен развой в Украйна и Беларус, той е доста слаб — гражданин от Велика Русия може да разбира лесно гражданин от „малките“ Русии. След 14 век езиците започват да се променят в разни посоки. Има две тенденции, които отделят руския от беларуския и украинския: редовно използване на черковнославянските думи, които са от стара България, и отдалеченост от Полша, която има безспорно влияние както върху беларуския, така и върху украинския (ср. „хлопец“ при пълногласно „холоп“). Като последствие от това, в литературния руски език има чужди за народната реч думи, които трудно биха се намерили в другите източнославянски езици. Освен всичко това, политическата ситуация в стара Русия накара Русия да загубва нейните стари територии и те да станат отделни нации.

## Източнославянски езици
- Беларуски език
- Украински език
- Руски език
- Русински език